# Резиденция Бояна (квартал)
 Тази статия е за вилната зона в София, България.  За местността в Самоков вижте Черният кос.  
„Резиденция Бояна“ е квартал на град София, България, разположен в район „Витоша“, на 6,4 километра югозападно от центъра на града.
Разположен е между Околовръстния път, булевард „Александър Пушкин“ и улица „Даскал Стоян Попандреев“, като включва правителствената резиденция „Бояна“ с окръжаващия я парк и Националния исторически музей, както и база на Българския футболен съюз. Граничи с кварталите „Бъкстон“ и „Манастирски ливади“ на север, „Бояна“ на югоизток и „Гърдова глава“ на запад.

## Улици и произход на имената им
| „Александър Пушкин“       | Александър Пушкин (1799 – 1837), руски поет     | Карта |
| „България“                | България, държава в Югоизточна Европа           | Карта |
| „Витошко лале“            | Витошко лале (Trollius europaeus), вид растения | Карта |
| „Габровница“              | ?                                               | Карта |
| „Даскал Стоян Попандреев“ | Стоян Робовски (1831 – 1878), просветен деец    | Карта |
| „Никола Петков“           | Никола Петков (1893 – 1947), политик            | Карта |
| „Околовръстен път“        | –                                               | Карта |
| „Симеон Радев“            | Симеон Радев (1879 – 1967), писател             | Карта |